# Коуту, Руй Рибейру
Руй Эстевес Рибейру ди Алмейда Коуту (порт. Rui Esteves Ribeiro de Almeida Couto; 12 марта 1898, Сантос — 30 мая 1963, Париж) — бразильский писатель, поэт, журналист и дипломат, представитель направлений символизма и модернизма, считающийся одним из основателей модернизма в Бразилии в 1920-х годах.

## Биография
Окончил коммерческое училище, в 1912 году начал работать журналистом. В 1915 году поступил на юридический факультет университета Сан-Паулу, но затем перешёл на факультет права и социальных наук университета Рио-де-Жанейро, который окончил в 1919 году, всё это время продолжая заниматься журналистикой.
Из-за плохого состояния здоровья был вынужден временно переехать в Кампус-ду-Жордан, откуда затем отправился в Сан-Бенту-ду-Сапукаи, где два года работал начальником полиции. В скором времени стал прокурором в Сан-Жозе-ду-Баррейру, но в 1925 году из-за очередного ухудшения здоровья был переведён в Минас-Жерайс.
В 1928 году переехал в Рио-де-Жанейро, намереваясь жить только литературным трудом, но вскоре ему удалось поступить на дипломатическую службу. На протяжении жизни он находился на службе во Франции, Нидерландах, Португалии и Югославии, параллельно продолжая заниматься литературной работой. В 1952 году стал послом Бразилии в Югославии, занимая эту должность до выхода на пенсию. В 1958 году был награждён в Париже Международной поэтической премией для иностранцев, пишущих на французском.
В 1934 году стал членом Бразильской академии литературы. Ряд своих произведений написал на французском языке, которым свободно владел. Литературное наследие Коуту включает несколько романов и сборники стихов, основная тема произведений — жизнь простых людей.